# Beauty and a Beat
Beauty and a Beat — песня канадского поп-исполнителя Джастина Бибера, третий сингл с его третьего альбома Believe. В названии обыгрывается название сказки Beauty and the Beast.

## Авторы
Песня была написана Максом Мартином, Zedd, Саваном Котеча и Ники Минаж для третьего студийного альбома Бибера «Believe». Ники Минаж, соавтор песни, также исполняла партию рэпа в ней. Позже Бибер скажет, что хотел увидеть рэп в песне и никого лучше, чем Ники Минаж, он не увидел. Кайл Андерсон в интервью Entertainment Weekly назвал эту песню «воплощением SWAGа».

## Отзывы критиков
Отзывы критиков к песне были смешанные. Лаура Сассано сказала: «Джастин продолжает расти как певец и становится более серьёзным, но ему всё ещё нужен наставник». Бекка Лонгмайр из «Entertainmentwise» отметила, что песня очень впечатляет и она нашла в ней проблески R&B и сравнила её с песней Бибера «Baby».

## Чарты
| Чарт (2012-13)                             | Высшая позиция |
| ------------------------------------------ | -------------- |
| Австралия (ARIA)                           | 9              |
| Австрия (Ö3 Austria Top 40)                | 42             |
| Бельгия/Фландрия (Ultratop 50)             | 21             |
| Бельгия/Валлония (Ultratop 50)             | 28             |
| Brazil (Billboard Brasil Hot 100)          | 51             |
| Brazil Hot Pop Songs                       | 16             |
| Канада (Billboard Canadian Hot 100)        | 4              |
| Чехия (Rádio — Top 100)                    | 18             |
| Дания (Tracklisten)                        | 30             |
| Франция (SNEP)                             | 28             |
| Германия (GfK)                             | 53             |
| Венгрия (Rádiós Top 40)                    | 8              |
| Ирландия (IRMA)                            | 20             |
| Израиль (Media Forest)                     | 9              |
| Япония (Billboard Japan Hot 100)           | 11             |
| Mexico (Billboard)                         | 24             |
| Mexico Top Anglo (Monitor Latino)          | 16             |
| Нидерланды (Single Top 100)                | 43             |
| Новая Зеландия (Recorded Music NZ)         | 6              |
| Romania (Romanian Top 100)                 | 45             |
| Словакия (Rádio — Top 100)                 | 19             |
| Швеция (Sverigetopplistan)                 | 23             |
| Швейцария (Schweizer Hitparade)            | 1              |
| UK Singles (Official Charts Company)       | 16             |
| США (Billboard Hot 100)                    | 5              |
| США (Billboard Adult Pop Airplay)          | 27             |
| США (Billboard Dance Club Songs)           | 1              |
| США (Billboard Pop Airplay)                | 2              |
| США (Billboard Rhythmic)                   | 4              |
| Venezuela Pop/Rock General (Record Report) | 4              |